# Farmer Al Falfa
Farmer Al Falfa è un personaggio dei cartoni animati che rappresenta un contadino dal carattere di un vecchio orso. Venne creato dal fumettista e regista statunitense Paul Terry.
La sua prima apparizione risale al 1916 in una serie di cortometraggi prodotti da Bray Productions.
La serie dei cortometraggi muti in cui appariva il vecchio contadino Al Falfa prendeva come titolo il nome del suo personaggio principale, la serie è infatti conosciuta come Farmer Al Falfa. Il personaggio è stato ripreso più volte da Paul Terry nel corso degli anni, per esempio nella serie degli anni 20 del 1900 Aesop's Fable (o Aesop's Film Fable) prodotta sempre da Paul Terry.
La serie ebbe molto successo negli USA ma divenne superata con l'arrivo di Felix the Cat.

## Filmografia parziale

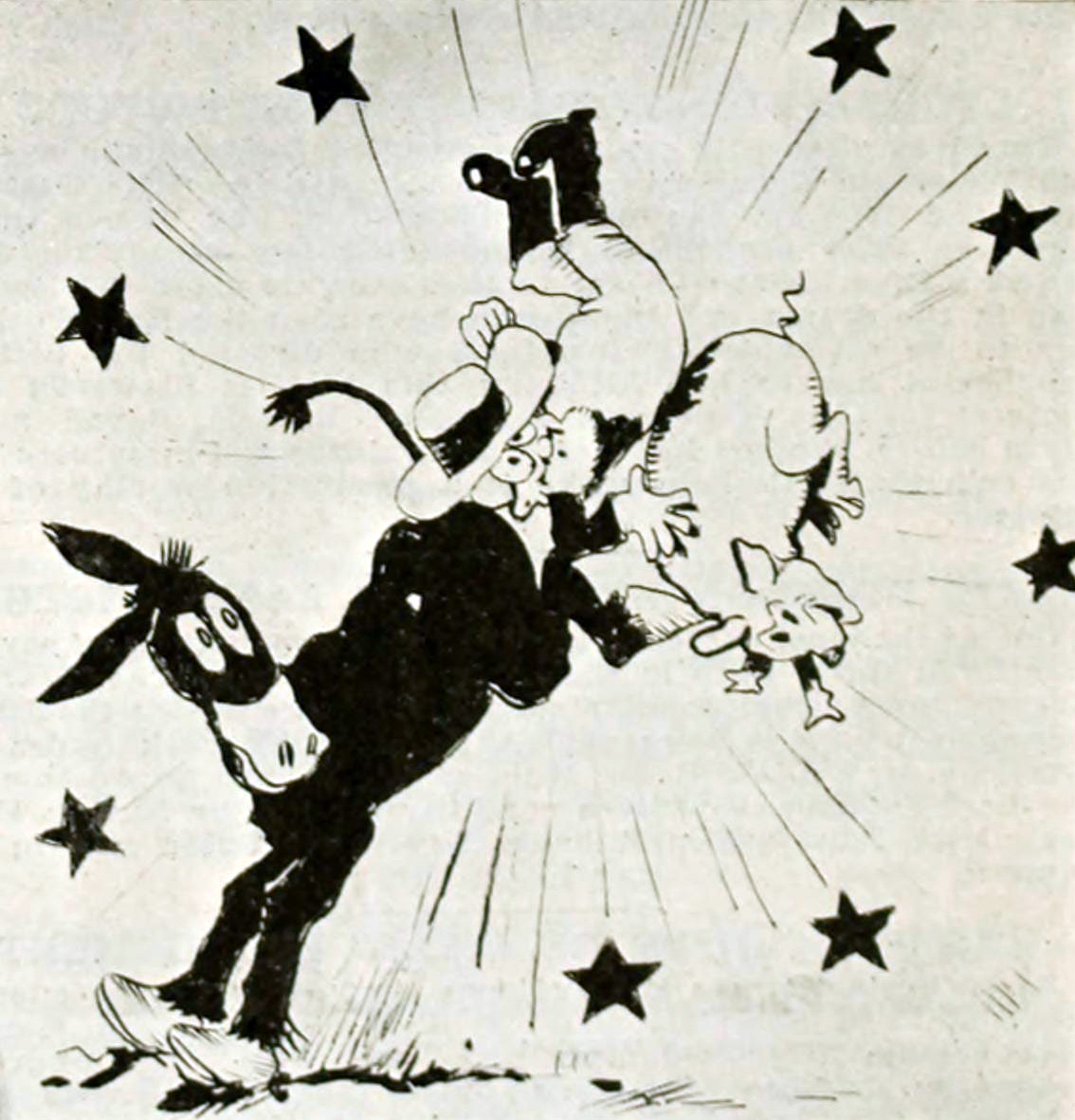
Farmer Al Falfa and his Tentless Circus (1916)

- Farmer Al Falfa and His Tentless Circus (1916)
- Farmer Al Falfa Invents a New Kite (1916)
- Farmer Al Falfa Sees New York o Farmer Al Falfa in New York (1916)
- Farmer Al Falfa's Prune Plantation (1916)
- Farmer Al Falfa's Revenge (1916)
- Farmer Al Falfa's Scientific Dairy (1916)
- Farmer Al Falfa's Watermelon Patch (1916)
- Farmer Al Falfa's Blind Pig (1916)
- Farmer Al Falfa's Catastrophe (1916)
- Farmer Al Falfa's Egg-Citement (1916)
- Farmer Al Falfa's Wayward Pup (1917)
- Farmer Al Falfa's Bride (1923)
- Farmer Al Falfa's Pet Cat (1923)
- Farmer Al Falfa's Ape Girl (1932)
- Farmer Al Falfa's Bedtime Story (1932)
- Farmer Al Falfa's Birthday Party (1932)
- The Health Farm o Farmer Al Falfa in the Health Farm (1936)
- Farmer Al Falfa's 20th Anniversary (1936)
- Farmer Al Falfa's Prize Package (1936)